# 水闸屯侵华日军碉堡
水闸屯侵华日军碉堡，位于中国河北省张家口市西沙城乡水闸屯村，为张家口市怀安县的一个省级文物保护单位，类型为近现代文物，公布时间为2001年2月7日。
水闸屯侵华日军碉堡的历史年代为1941年。